# Quattrodieci
Quattrodieci è il terzo singolo dell'album L'eclissi, uscito in Ottobre 2007 e pubblicato dalla EMI Music Italy.
Scritto da Davide Dileo (musica) e Max Casacci (musica e testo), la particolarità di questo singolo è dovuta al ritmo molto sperimentale, con suoni molto psichedelici e ripetitivi e dai video apparsi in televisione.
La prima versione del video riprende delle scene della serie famosa Lost apparsa nei canali Fox di Sky.
La versione Lost del video è apparsa per la prima volta su Fox con tanto di backstage, la seconda, con solo i Subsonica che suonano, è stata trasmessa nei canali di musica.
Il testo parla di una data tragica per il gruppo, quella della morte della fotografa Caterina Farassino.